# Mariusz Lewandowski
Mariusz Lewandowski (phát âm tiếng Ba Lan: [ˈmarjuʂ lɛvanˈdɔfski]; sinh ngày 18 tháng 5 năm 1979) là một cựu cầu thủ bóng đá và hiện là huấn luyện viên người Ba Lan. Anh đang là huấn luyện viên của câu lạc bộ Termalica Nieciecza.
Anh chủ yếu thi đấu ở vị trí hậu vệ trung tâm và cũng có thể chơi ở vị trí tiền vệ phòng ngự. Anh dành hầu hết sự nghiệp cấp câu lạc bộ chơi bóng cho đội Shakhtar Donetsk của Ukraina; cùng với họ anh đã đoạt Cúp UEFA, 5 lần vô địch Ngoại hạng Ukraina và 3 Cúp Ukraina. Năm 2009, anh được vinh danh là Cầu thủ Ba Lan hay nhất năm.

## Sự nghiệp cấp câu lạc bộ
Sinh ra tại Legnica, Lewandowski bắt đầu sự nghiệp chơi bóng với câu lạc bộ Zagłębie Lubin của Ba Lan vào năm 1996.
Sau một quãng thời gian ngắn chơi bóng cho Dyskobolia Grodzisk, anh đã được câu lạc bộ Shakhtar Donetsk của Giải bóng đá Ngoại hạng Ukraina mua lại vào năm 2001. Trong 9 mùa giải, Lewandowski là nhân tố quan trọng trong đội hình, giúp Shakhtar có 5 lần vô địch quốc gia Ukraina và giành 3 Cúp Ukraina trong thời gian anh chơi bóng tại Donetsk. Ngày 20 tháng 5 năm 2009, anh thi đấu trận chung kết Cúp UEFA đối đầu Werder Bremen, kết quả là Shakhtar giành chiến thắng và đoạt ngôi vô địch.
Tháng 7 năm 2010, anh gia nhập câu lạc bộ ở giải Ngoại hạng Ukraina là PFC Sevastopol. Ngày 27 tháng 11 năm 2013, anh đã rời đội bóng này.
Ngày 24 tháng 9 năm 2014, sau khi không chơi cho đội bóng nào trong 10 tháng, anh đã thông báo treo giày.

## Sự nghiệp cấp đội tuyển
Anh đã được điền tên vào danh sách 23 tuyển thủ Ba Lan Giải vô địch bóng đá thế giới 2006 tổ chức tại Đức. Anh cũng là thành viên của tuyển Ba Lan dự Giải vô địch bóng đá châu Âu 2008.
Sau khi huấn luyện viên Franciszek Smuda lên nắm tuyển quốc gia vào năm 2009, anh đã ngừng chơi bóng cho tuyển Ba Lan.
Tuy nhiên anh đã được huấn luyện viên Waldemar Fornalik gọi lên tuyển vào năm 2013 để dự các trận đấu gặp Ukraina và Anh tại chiến dịch vòng loại của Giải vô địch bóng đá thế giới 2014.

## Thống kê sự nghiệp

### Câu lạc bộ
| Câu lạc bộ         | Mùa                | Giải    | Giải      | Cúp     | Cúp       | Cúp châu Âu | Cúp châu Âu | Siêu cúp | Siêu cúp  | Tổng cộng | Tổng cộng |
| Câu lạc bộ         | Mùa                | Số trận | Bàn thắng | Số trận | Bàn thắng | Số trận     | Bàn thắng   | Số trận  | Bàn thắng | Số trận   | Bàn thắng |
| ------------------ | ------------------ | ------- | --------- | ------- | --------- | ----------- | ----------- | -------- | --------- | --------- | --------- |
| Zagłębie           | 1996–97            | 1       | 0         | -       | -         | -           | -           | -        | -         | 1         | 0         |
| Zagłębie           | 1997–98            | 11      | 0         | -       | -         | -           | -           | -        | -         | 11        | 0         |
| Zagłębie           | 1998–99            | 21      | 0         | 1       | 0         | -           | -           | -        | -         | 22        | 0         |
| Zagłębie           | 1999–00            | 3       | 0         | 1       | 0         | -           | -           | -        | -         | 4         | 0         |
| Zagłębie           | Tổng cộng          | 36      | 0         | 2       | 0         | -           | -           | -        | -         | 38        | 0         |
| Dyskobolia         | 1999-00            | 14      | 0         | -       | -         | -           | -           | -        | -         | 14        | 0         |
| Dyskobolia         | 2000–01            | 26      | 2         | 2       | 0         | -           | -           | -        | -         | 28        | 2         |
| Dyskobolia         | 2001–02            | -       | -         | -       | -         | 2           | 0           | -        | -         | 2         | 0         |
| Dyskobolia         | Tổng cộng          | 40      | 2         | 2       | 0         | 2           | 0           | -        | -         | 44        | 2         |
| Shakhtar           | 2001–02            | 11      | 1         | 5       | 1         | 2           | 0           | -        | -         | 18        | 2         |
| Shakhtar           | 2002–03            | 24      | 4         | 6       | 1         | 4           | 1           | -        | -         | 34        | 6         |
| Shakhtar           | 2003–04            | 27      | 5         | 6       | 1         | 6           | 1           | -        | -         | 39        | 7         |
| Shakhtar           | 2004–05            | 25      | 2         | 8       | 2         | 12          | 0           | -        | -         | 45        | 4         |
| Shakhtar           | 2005–06            | 21      | 1         | 2       | 0         | 8           | 0           | 1        | 0         | 32        | 1         |
| Shakhtar           | 2006–07            | 18      | 4         | 4       | 0         | 7           | 0           | -        | -         | 29        | 4         |
| Shakhtar           | 2007–08            | 18      | 1         | 2       | 1         | 9           | 0           | -        | -         | 29        | 2         |
| Shakhtar           | 2008–09            | 16      | 1         | 4       | 1         | 10          | 0           | -        | -         | 30        | 2         |
| Shakhtar           | 2009–10            | 14      | 2         | 1       | 0         | 4           | 0           | -        | -         | 19        | 2         |
| Shakhtar           | Tổng cộng          | 174     | 21        | 38      | 7         | 62          | 2           | 1        | 0         | 275       | 30        |
| Sevastopol         | 2010–11            | 25      | 6         | -       | -         | -           | -           | -        | -         | 25        | 6         |
| Sevastopol         | 2011–12            | 7       | 2         | -       | -         | -           | -           | -        | -         | 7         | 2         |
| Sevastopol         | 2012–13            | 28      | 4         | 5       | 0         | -           | -           | -        | -         | 33        | 4         |
| Sevastopol         | 2013–14            | 16      | 2         | 0       | 0         | -           | -           | -        | -         | 16        | 2         |
| Sevastopol         | Tổng cộng          | 76      | 14        | 5       | 0         | -           | -           | -        | -         | 81        | 14        |
| Tổng kết sự nghiệp | Tổng kết sự nghiệp | 326     | 37        | 47      | 7         | 64          | 2           | 1        | 0         | 438       | 46        |

### Bàn thắng cho đội tuyển
| #  | Ngày                 | Nơi tổ chức                     | Đối thủ          | Tỉ số | Kết quả | Giải đấu                                     |
| -- | -------------------- | ------------------------------- | ---------------- | ----- | ------- | -------------------------------------------- |
| 1. | 16 tháng 11 năm 2005 | Ostrowiec Świętokrzyski, Ba Lan | Estonia          | 3–1   | Thắng   | Giao hữu                                     |
| 2. | 8 tháng 9 năm 2007   | Lisbon, Bồ Đào Nha              | Bồ Đào Nha       | 2–2   | Hòa     | Vòng loại giải vô địch bóng đá châu Âu 2008  |
| 3. | 6 tháng 2 năm 2008   | Paphos, Síp                     | Séc              | 2–0   | Thắng   | Giao hữu                                     |
| 4. | 19 tháng 11 năm 2008 | Dublin, Cộng hòa Ireland        | Cộng hòa Ireland | 3–2   | Thắng   | Giao hữu                                     |
| 5. | 1 tháng 4 năm 2009   | Kielce, Ba Lan                  | San Marino       | 10–0  | Thắng   | Vòng loại Giải vô địch bóng đá thế giới 2010 |

## Danh hiệu

### Câu lạc bộ
Shakhtar Donetsk
- Cúp UEFA: 2008–09
- Ngoại hạng Ukraina: 2001–02, 2004–05, 2005–06, 2007–08, 2009–10
- Cúp bóng đá Ukraina: 2001–02, 2003–04, 2007–08
- Siêu cúp Ukraina: 2005, 2008, 2010

### Cá nhân
- Đội hình mọi thời đại XI của Shakhtar Donetsk
- Cầu thủ Ba Lan hay nhất năm: 2009[8]